# Chiesa di San Costanzo (Perugia)
La chiesa di San Costanzo è una chiesa parrocchiale della città di Perugia, dedicata ad uno dei compatroni del capoluogo umbro. Nell'ottobre del 2008 papa Benedetto XVI l'ha elevata alla dignità di basilica minore.

## Ubicazione
Il tempio sorge nel centro storico di Perugia, subito fuori dalla porta di San Costanzo che si apre alla fine di Borgo XX Giugno, e fu eretto sul luogo in cui il santo fu sepolto in un mausoleo dopo il martirio.

## Storia

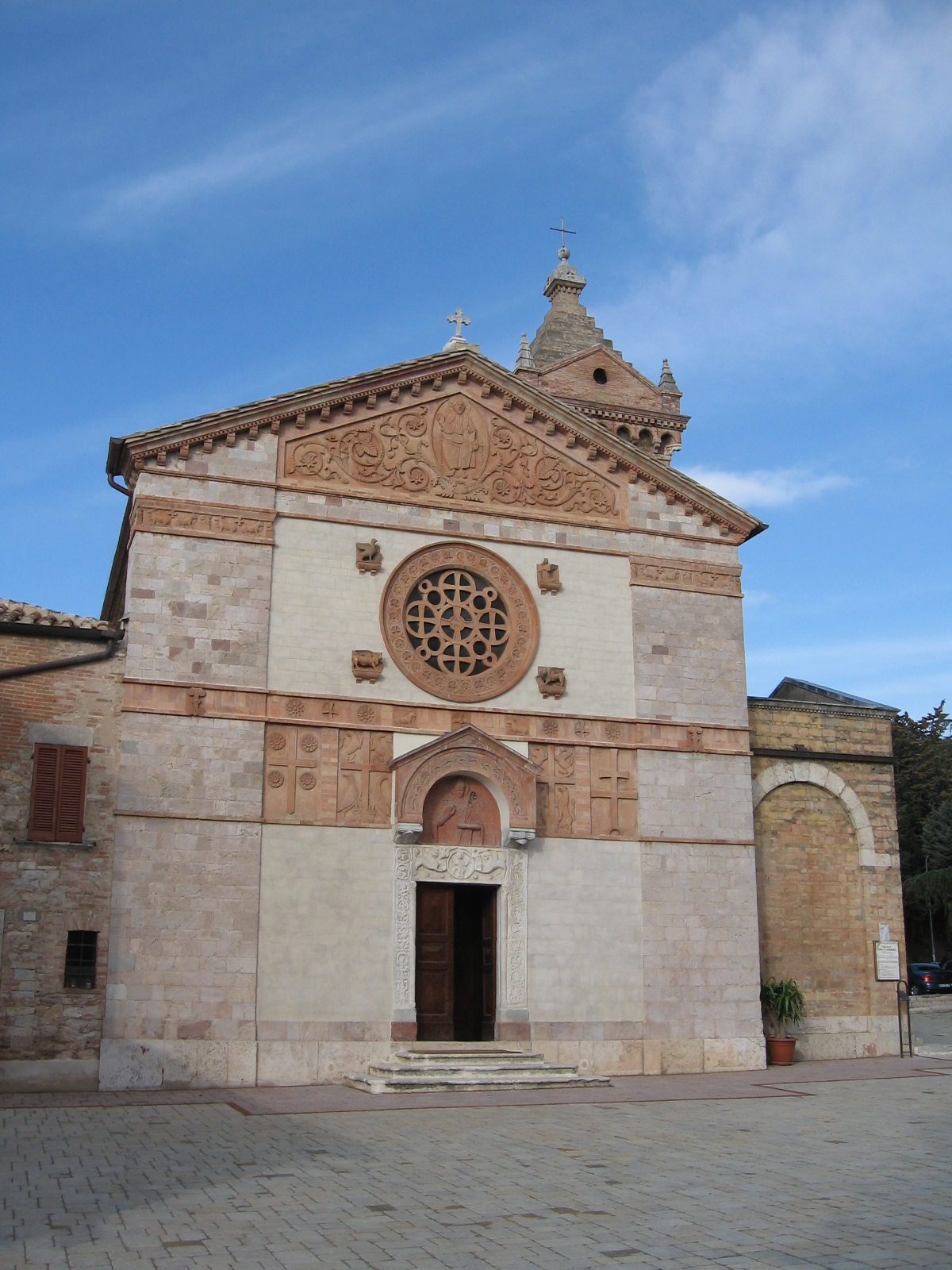
Facciata

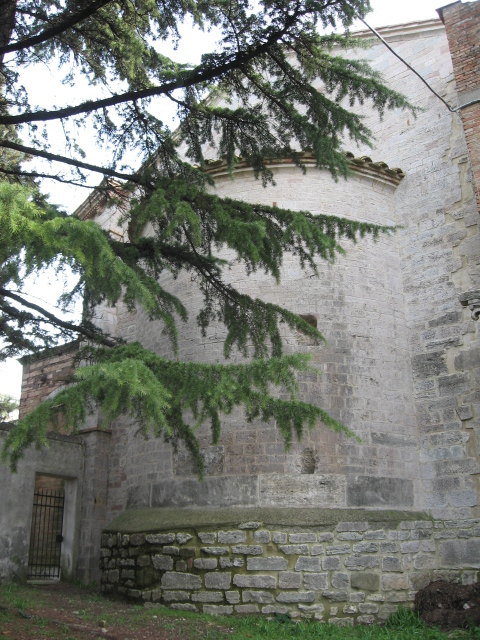
Esterno dell'abside

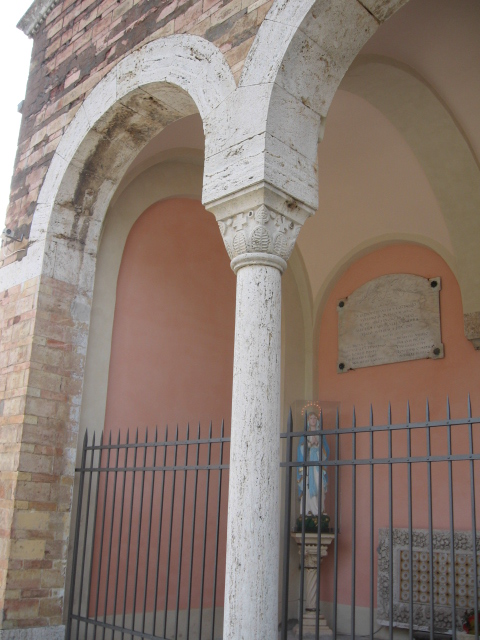
Porticato esterno

San Costanzo è tradizionalmente riconosciuto come il primo vescovo di Perugia, martirizzato nei pressi di Foligno durante le persecuzioni dei cristiani, sotto il regno di Marco Aurelio. Secondo tutte le redazioni della sua passio, il corpo del Santo fu sepolto nelle immediate vicinanze della città, in un'area denominata Areola fuori Porta San Pietro . In un diploma dell'Imperatore Corrado II del 1027, la zona viene descritta come appartenente al monastero di san Pietro, al quale fu donata per volontà del vescovo Onesto nell'anno 965.
Il primo monumento funebre del Santo risalirebbe all'anno 178, successivamente, nello stesso luogo, fu costruita una piccola chiesa, forse denominata San Martino in Ajole.
Nel 1205, sotto il pontificato di papa Innocenzo III, il presbitero Alessio ingrandì e consolidò a sue spese la struttura che fu consacrata dal vescovo Viviano.
Non sono giunte altre cronologie di interventi nella chiesa fino all'anno 1781, quando furono eseguiti lavori nel presbiterio per abbassarlo di due gradini; in quell'occasione fu demolito l'altar maggiore e fu fatta una ricognizione dei sepolcri su cui era stato innalzato: vi furono trovati i resti di Costanzo e del martire Liviano. Il sarcofago di quest'ultimo fu trasferito nella basilica cittadina di San Pietro in cui oggi è usato come vasca ornamentale, mentre quello di Costanzo, costituito da pannelli e fregi presi da un monumento di età classica, fu smembrato e riassemblato per edificare il nuovo altare.
Nel 1825 venne organizzata una grande processione alla presenza delle autorità civili e religiose per traslare nuovamente i resti di San Costanzo dalla basilica di San Pietro dove erano state ricoverate, alla chiesa parrocchiale: fu inserito, quindi, nell'altare, uno scrigno costruito appositamente contenente le ossa del patrono e furono riconsegnate un'ampolla con il suo sangue raggrumato e diverse altre reliquie, tra cui una lastra di marmo del suo primo sarcofago su cui si dice siano rimaste impresse le impronte del corpo.

## Ricostruzione ottocentesca
L'aspetto attuale risale al 1889 quando sono stati eseguiti gli ultimi e più imponenti lavori di riedificazione della chiesa. Il corpo principale fu ricostruito per intero; l'abside e la parete est sono le uniche parti ancora superstiti del tempio medievale insieme alle sculture marmoree del portale, mentre il campanile e il portico esterno che si estende sul lato nord della chiesa, appartengono al rifacimento ottocentesco. Il portico realizzato in travertino con capitelli istoriati, era utilizzato, probabilmente, dai contadini del luogo per vendervi i propri prodotti, e, comunque, aveva funzioni di mercato ed altri scopi profani.
I lavori di riedificazione furono affidati all'architetto perugino Guglielmo Calderini che realizzò la chiesa in stile neoromanico, utilizzando per il rivestimento esterno, la pietra calcarea rosa di Assisi, tipica di gran parte delle chiese umbre. Per le decorazioni invece utilizzando la terracotta proveniente dalla vicina fornace perugina Francesco Biscarini e Raffaele Angeletti, di via del Labirinto nello stesso borgo di Porta San Pietro. 
Nel 1997 il piazzale antistante la chiesa fu livellato per renderlo pianeggiante, mentre tra il 2007 e il 2008 l'intera struttura è stata sottoposta ad accurato restauro sia strutturale che artistico: in particolare, la decorazione interna che col tempo si era seriamente deteriorata è stata riportata a nuova luce.

## Arte

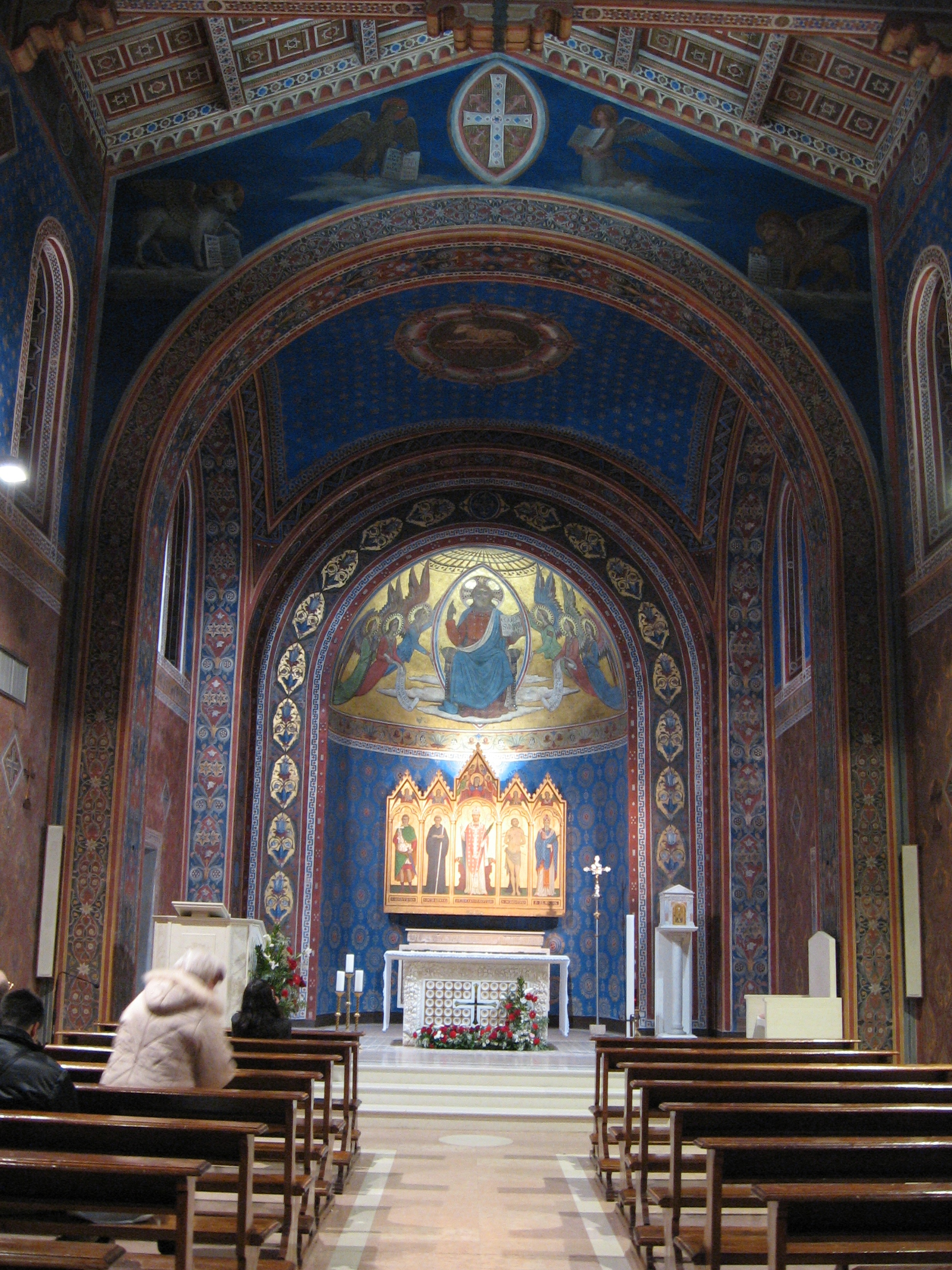
Interno della chiesa

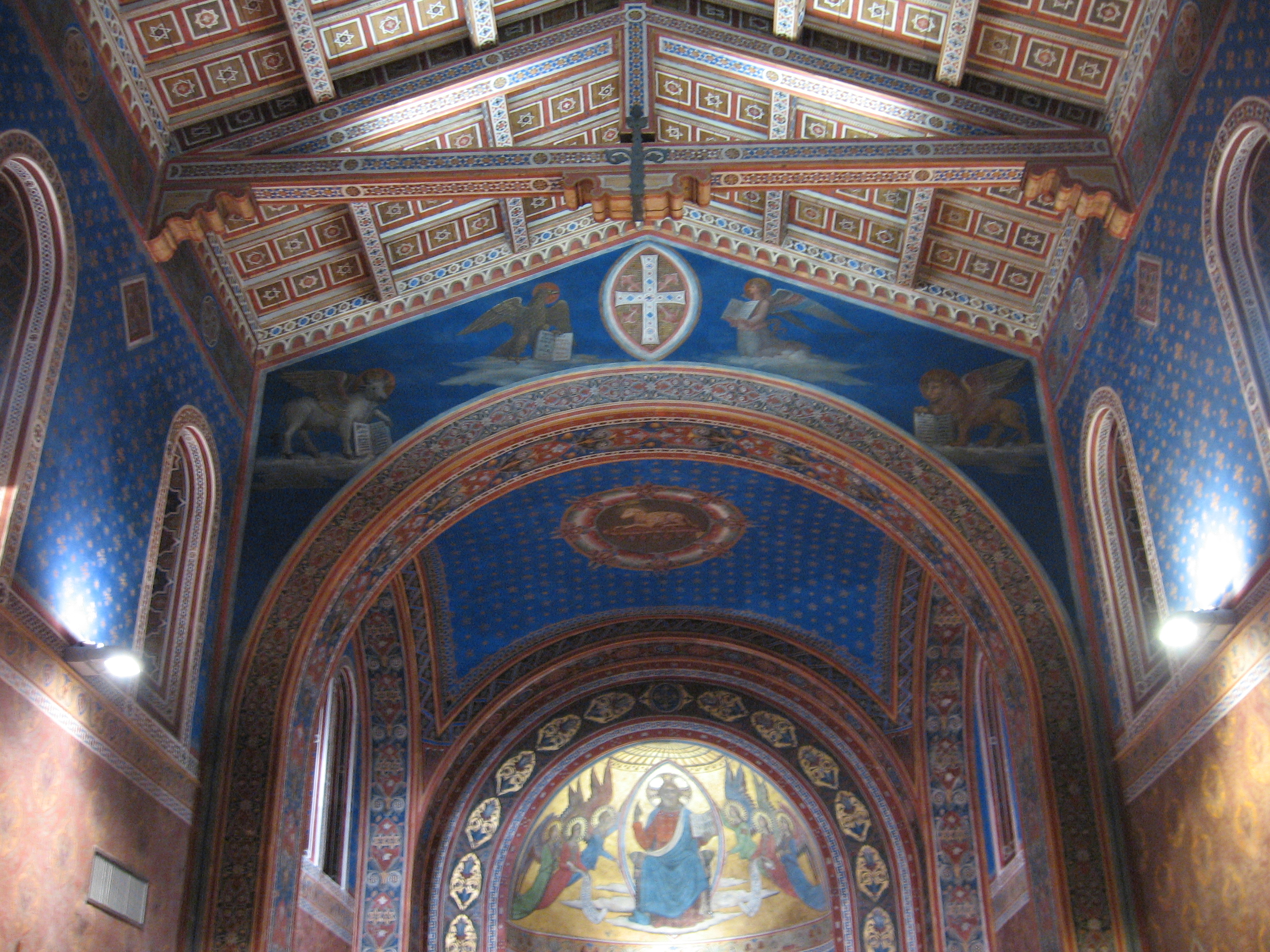
Capriate lignee

La chiesa di San Costanzo è una struttura a navata unica, terminante sul lato est con un'abside, rimasta quella originale del XII sec. All'esterno, lungo il lato nord è fiancheggiata da un portico sovrastato da un campanile in stile neoromanico con richiami neogotici. Il tetto è spiovente, sorretto all'interno da capriate lignee.
La facciata presenta un portale, ancora quello originale, costituito da due stipiti in marmo ornati da tralci e animali fantastici, mentre nell'architrave è raffigurato il Cristo benedicente tra i simboli evengelisti, esempio di scultura romanica di fine del XII sec. Tutti gli altri elementi decorativi in terracotta sono pertinenti al rifacimento ottocentesco: Nella lunetta sopra al portale è inserito un bassorilievo in terracotta raffigurante San Costanzo benedicente a mezzobusto . Al di sopra del portale c'è il rosone fiancheggiato da altorilievi allegorici che rappresentano i simboli dei quattro Evangelisti. Al di sopra del rosone è il timpano rivestito da un bassorilievo in terracotta che ritrae il Cristo benedicente in trono, all'interno di una mandorla circondata da decorazioni a tralcio e floreali. La facciata presenta i classici motivi decorativi dell'arte romanica, ed è in linea con lo stile delle altre chiese Leonine umbre, costruite o restaurate per volontà del papa Leone XIII quando era arcivescovo di Perugia. 

## Interno
La decorazione interna ad affresco fu affidata a Matteo Tassi nel 1889 e a Ludovico Caselli nel 1890. Matteo Tassi qualche anno prima aveva ridipinto gli affreschi della sala dei Notari nel Palazzo dei Priori, non poche infatti sono le corrispondenze fra le decorazioni geometriche e floreali della chiesa e quelle del palazzo; mentre invece con elementi figurativi paleocristiani e con i simboli degli evangelisti riveste gli archi di accesso al presbiterio.
Al repertorio figurativo paleocristiano attingono gli affreschi del catino absidale, eseguiti da Ludovico Caselli nel 1980, ritroviamo il Cristo benedicente in trono all'interno della mandorla, con, alla sua destra e alla sua sinistra, tre angeli per parte.
La crociera del transetto è decorata con un cielo stellato, e, al centro, Ludovico Caselli dipinge l'Agnello di Dio inscritto in una ghirlanda multicolore sorretto da otto cherubini. Questa rappresentazione dell'agnello mistico è l'unica altra rappresentazione non geometrica o floreale della decorazione parietale, oltre che i simboli degli evangelisti ed altre rappresentazioni cristiane antiche, presenti sull'arco che separa il transetto dalla navata.

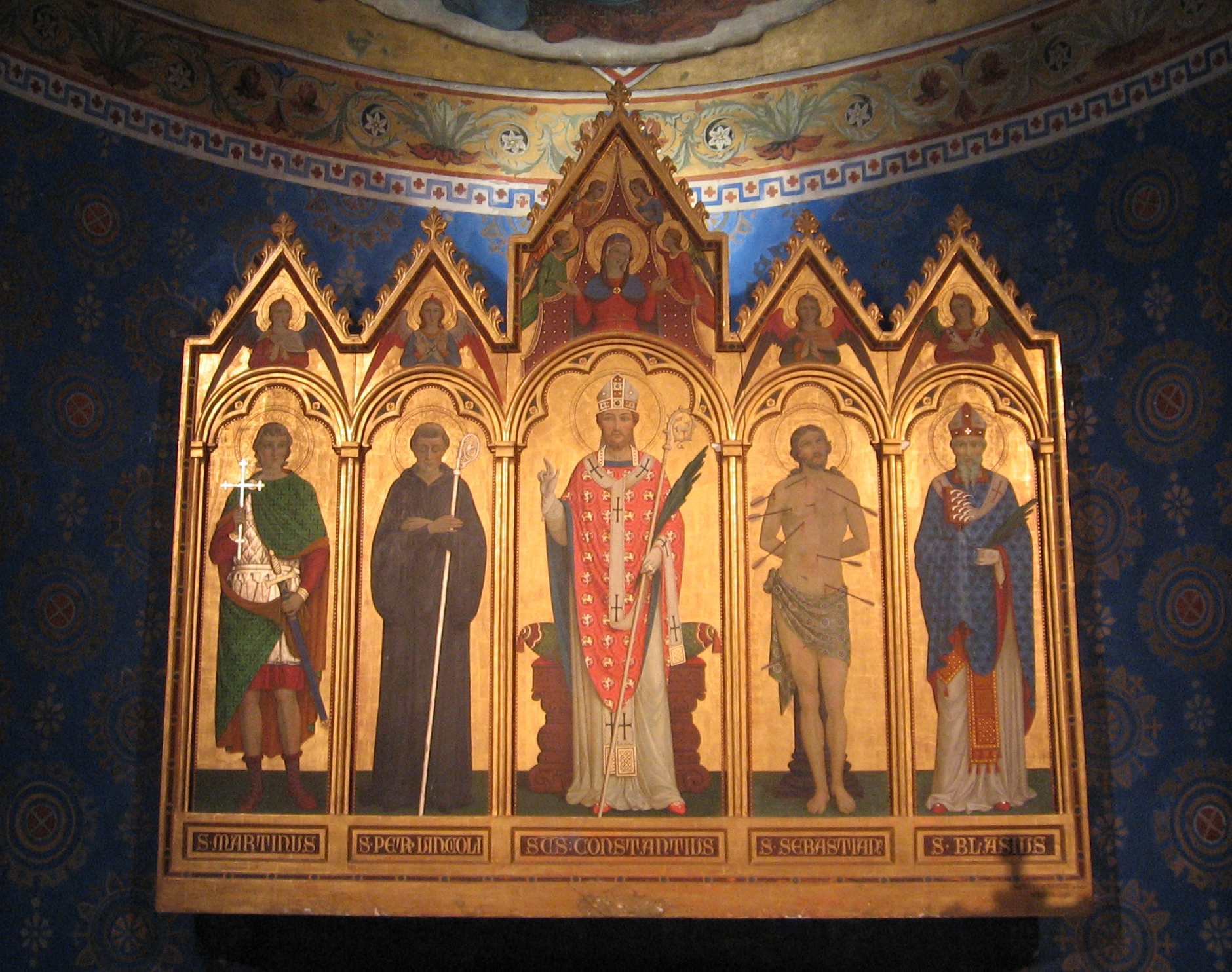
Pentastico absidale

Le pareti laterali hanno due registri: quello inferiore, su sfondo marrone, è decorato con motivi a broccato dorati, e quello superiore, separato da una cornice tripartita a tema geometrico, presenta un fondo blu e stelle dorate. Gli intradossi e le cornici delle finestre hanno ornamenti geometrici. Le capriate che sostengono il tetto sono decorate con stelle e croci.
All'interno dell'abside è presente un polittico (pentastico) in stile neogotico che raffigura San Costanzo nell'immagine centrale, affiancato dai santi Martino di Tours e Pietro Vincioli alla sua destra e Sebastiano e Biagio alla sua sinistra, mentre al di sopra del patrono, nella cimasa è raffigurata la Vergine Maria. Due trittici dello stesso stile, eseguiti come il pentastico absidale da Ludovico Caselli tra il 1890 e il 1891, si trovano addossati alle pareti laterali della navata.
L'attuale pavimentazione è il frutto del restauro terminato nel 2008 che ha sostituito il lastricato originale con piastrelle rosate di fattura moderna.

## Tradizioni popolari
In occasione della festa patronale che cade il 29 gennaio, ha luogo da secoli la luminaria: una processione con torce e candele alla quale partecipano le autorità civili e religiose, che parte alle 17:00 del 28 gennaio da Palazzo dei Priori e raggiunge la basilica di san Costanzo. Nella giornata del 29, invece, ha luogo la tradizionale Festa di San Costanzo una mostra mercato lungo il Borgo XX Giugno, ed ha luogo la degustazione del torcolo di san Costanzo, dolce tipico della ricorrenza.
La tradizione popolare racconta che ogni anno, durante la festa di San Costanzo, le ragazze nubili andavano nella chiesa di San Costanzo per chiedergli se si sarebbero sposate entro l'anno recitando il ritornello: “San Costanzo dall’occhio adorno, famme l’occhietto sennò non ce artorno”, il responso del santo (statua di legno scomparsa) era quasi sempre “l'occhiolino”: cioè, che di certo, ci sarebbero state le nozze, e ritornavano alle loro case con infilato al braccio il tradizionale torcolo donato dal fidanzato.